# 莫納波區
14°55′01″S 40°18′08″E / 14.91694°S 40.30222°E

莫納波區（葡萄牙語：Monapo），是莫桑比克的行政區，位於該國東北部，由楠普拉省負責管轄，首府設於莫納波，面積3,598平方公里，2007年人口304,060，人口密度每平方公里85人。